# Karikatura
Karikatura (tal. caricare – natovariti, pretjerati) je šaljivi likovni prikaz osobe koji preuveličava i deformira istaknute osobine portretiranog pojedinca. 

## Portret karikatura
Portret karikatura je kombinacija karikature i portreta, gdje se zadržava karikiranje osobe, tj. prenaglašavanje neke fizičke karakteristike lica (vidi bradu Quentina Tarantina na donjoj slici) ili zanimanja kojim se osoba bavi (ruke Dražena Petrovića postaju tanke i dugačke kao u hobotnice), ovaj puta s ciljem da se osoba lakše prepozna u crtežu koji je više simbolički nego fotografski.
- Quentin Tarantino
- Jimmy Wales
- Dražen Petrović

## Tematska karikatura
- Karikatura koja ismijava žensku modu šešira koji sakrivaju lice (20-e godine 19. stoljeća)
- Vladimir Putin i sloboda medija u Rusiji
- Predsjednik SAD-a Bush mlađi u filmu Ubijajmo na kiši (parodija mjuzikla s Geneom Kellyjem)

## Hrvatski karikaturisti
- Mladen Bašić
- Stiv Cinik
- Borivoj Dovniković
- Nedjeljko Dragić
- Miroslav Gerenčer
- Ljubica Heidler
- Pjer Križanić
- Ivo Kušanić
- Žarko Luetić
- Joško Marušić
- Ivan Mišković
- Ivan Haramija Hans
- Darko Pavić Dajka
- Ivan Pereža
- Branko Petrović
- Petar Pismestrović
- Nikola Plečko
- Klema Požgaj
- Srećko Puntarić
- Siniša Petrović
- Oto Reisinger
- Ivo Režek
- Senaid Serdarević
- Rudi Stipković, majstor portretne karikature
- Davor Štambuk
- Ico Voljevica, njegov Grga doživio je više od 15.000 objavljivanja

## Vanjske poveznice
- Karikature u "Koprivi"  Arhivirana inačica izvorne stranice od 20. veljače 2021. (Wayback Machine)
- Hrvatsko društvo karikaturista
- Klasici hrvatskog stripa